# Ziegenrück
Ziegenrück – miasto w Niemczech, w kraju związkowym Turyngia, w powiecie Saale-Orla, wchodzi w skład wspólnoty administracyjnej Ranis-Ziegenrück. Leży nad rzeką Soławą.

## Historia

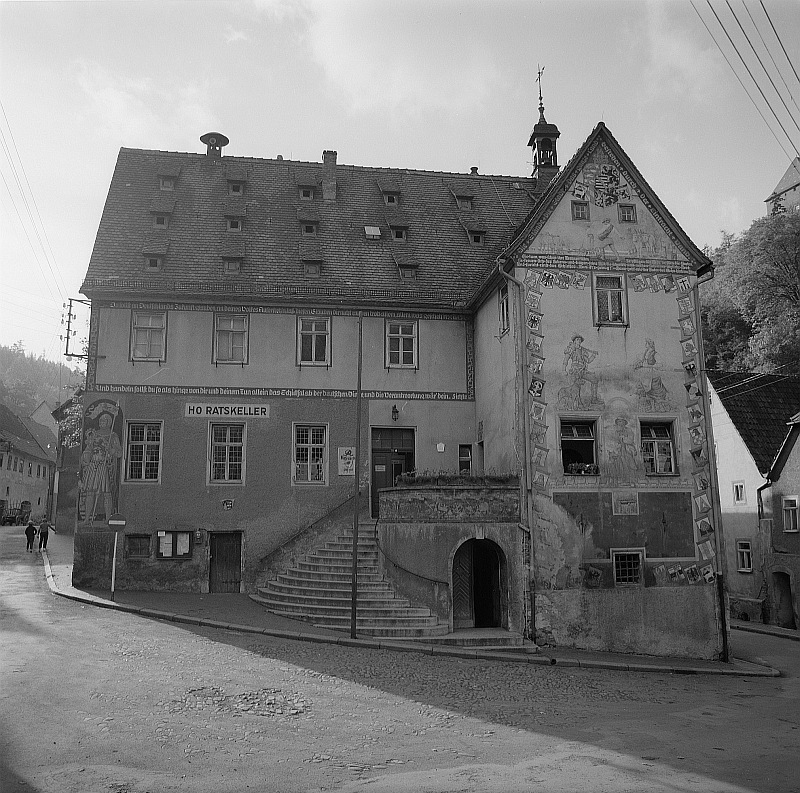
Ratusz pomiędzy 1950 a 1977

Miejscowość powstała w średniowieczu jako osada słowiańska. W 1328 otrzymała prawa miejskie. Od 1485 w posiadaniu ernestyńskiej linii Wettynów, a od 1567 w rękach albetyńskiej linii rodu.
W latach 1657–1718 miasto przynależało do księstwa Saksonii-Zeitz, po czym w latach 1718–1763 znajdowało się we władaniu Augusta II i Augusta III. Od 1806 część Królestwa Saksonii, a od 1815 Prus, wraz z którymi w 1871 znalazło się w granicach Niemiec. W 1894 miasto uzyskało połączenie kolejowe z Triptis, a rok później z Bad Lobenstein.
Po II wojnie światowej znalazło się w radzieckiej strefie okupacyjnej. W latach 1949–1990 część NRD.

## Demografia
| 1833 - 1994 - 1833: 694 - 1890: 1 072 - 1933: 1 247 - 1939: 1 191 - 1994: 998 | 1995 - 1999 - 1995: 966 - 1996: 931 - 1997: 925 - 1998: 906 - 1999: 883 | 2000 - 2004 - 2000: 858 - 2001: 838 - 2002: 828 - 2003: 806 - 2004: 791 |

## Obiekty
- Kościół św. Bartłomieja i św. Mikołaja(inne języki), sięgający XIII w., w obecnej formie po odbudowie w l. 1660–1668 po pożarze
- Ratusz
- Most kolejowy

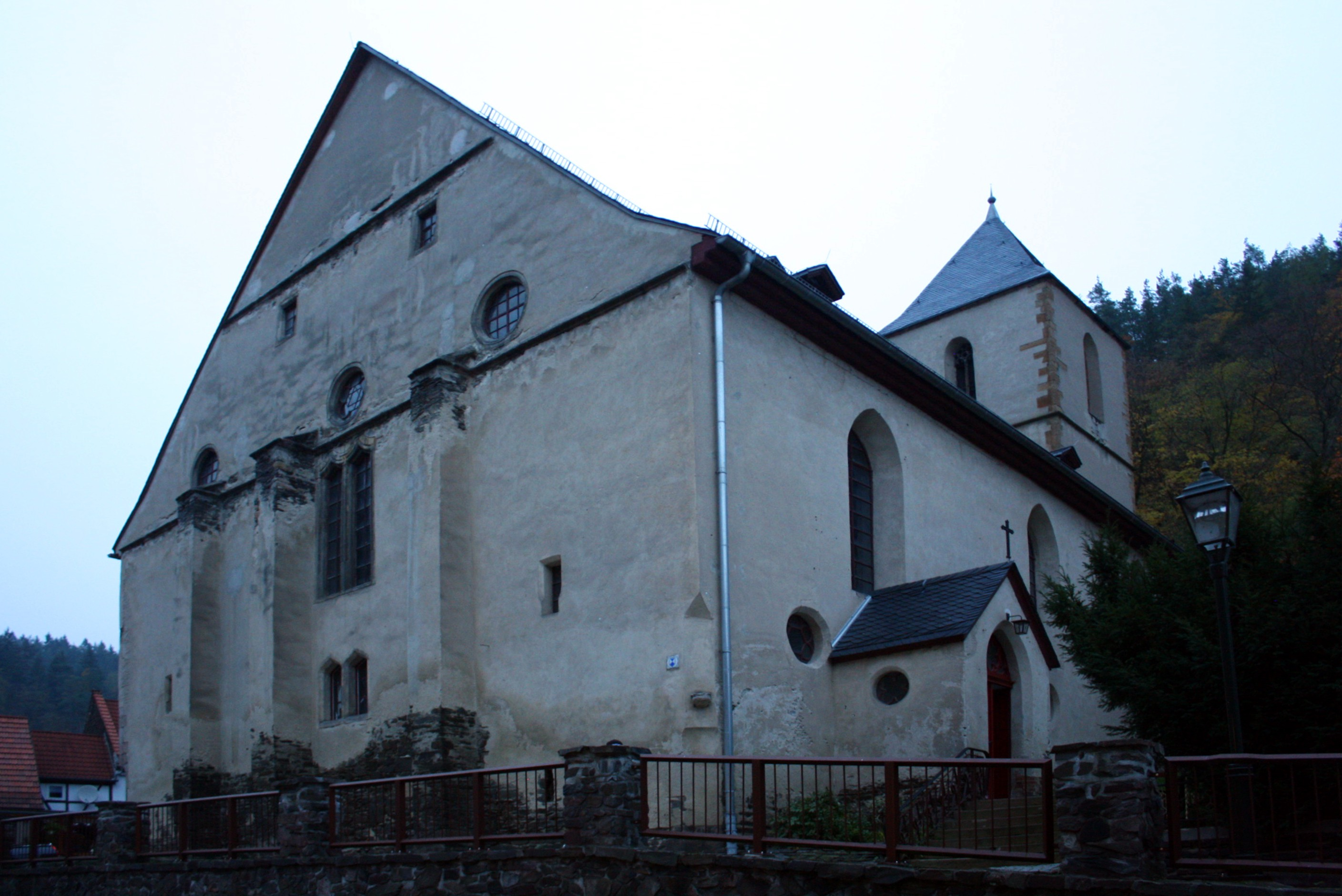
Kościół śś. Bartłomieja i Mikołaja
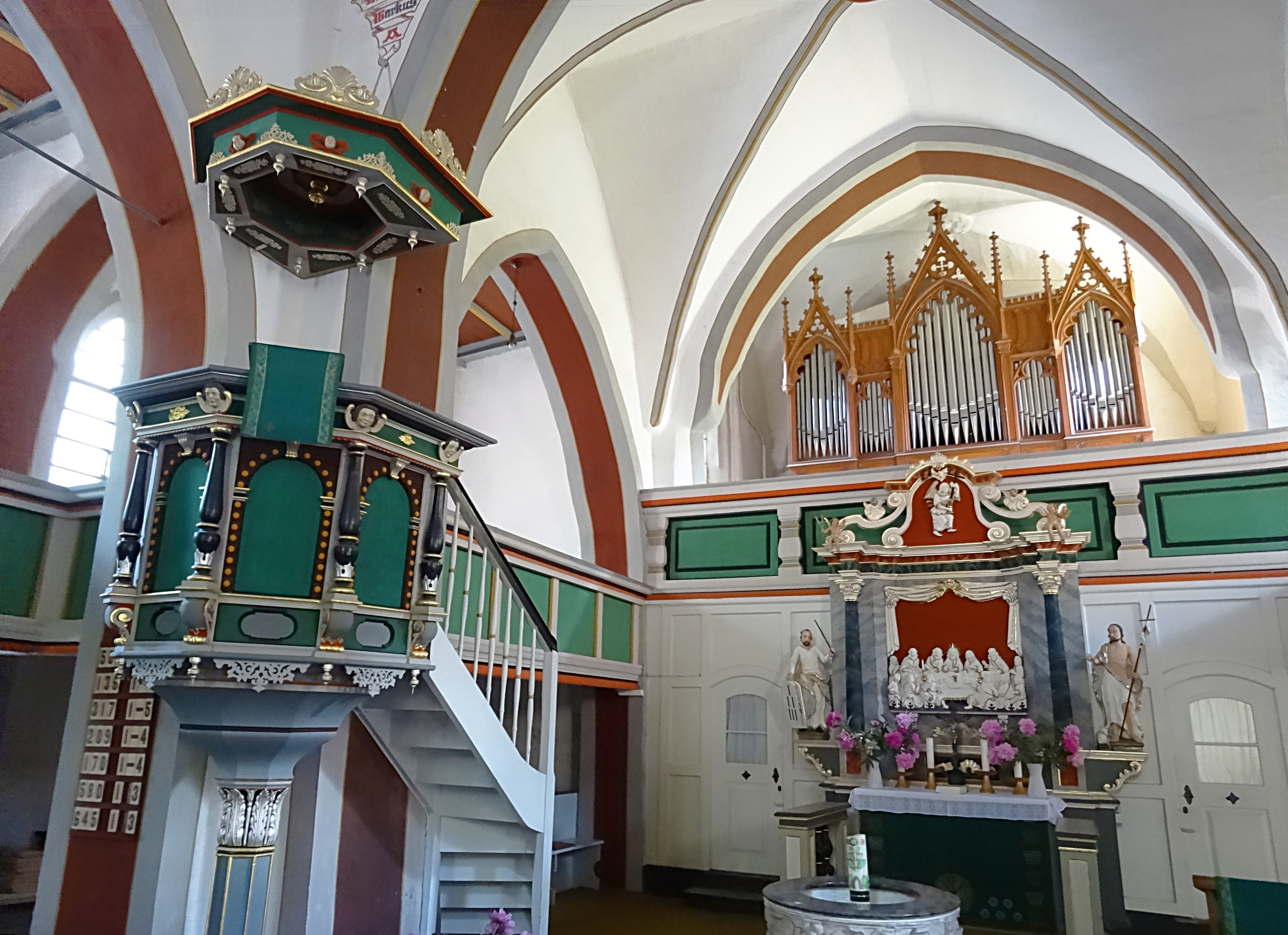
Wnętrze kościoła
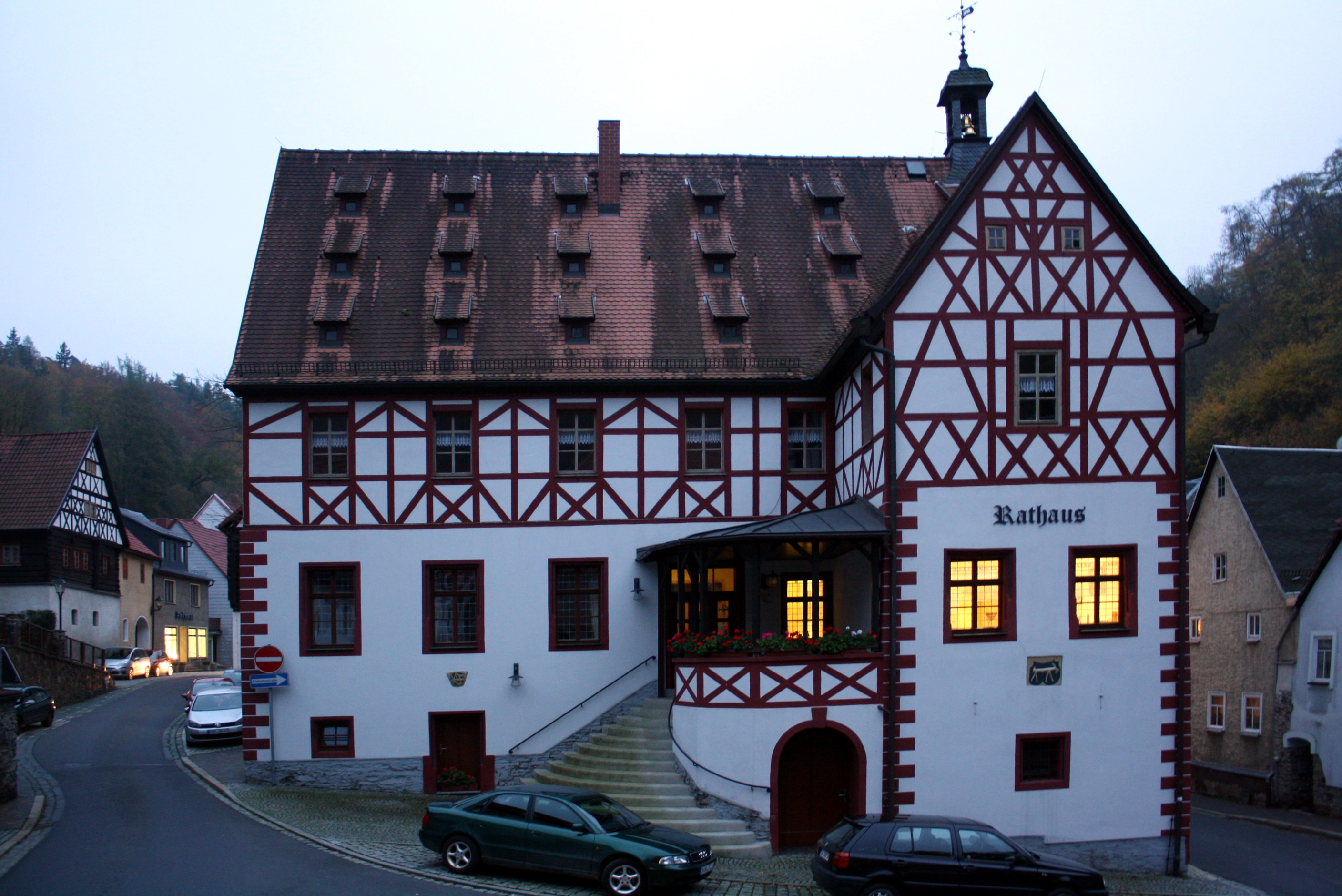
Ratusz
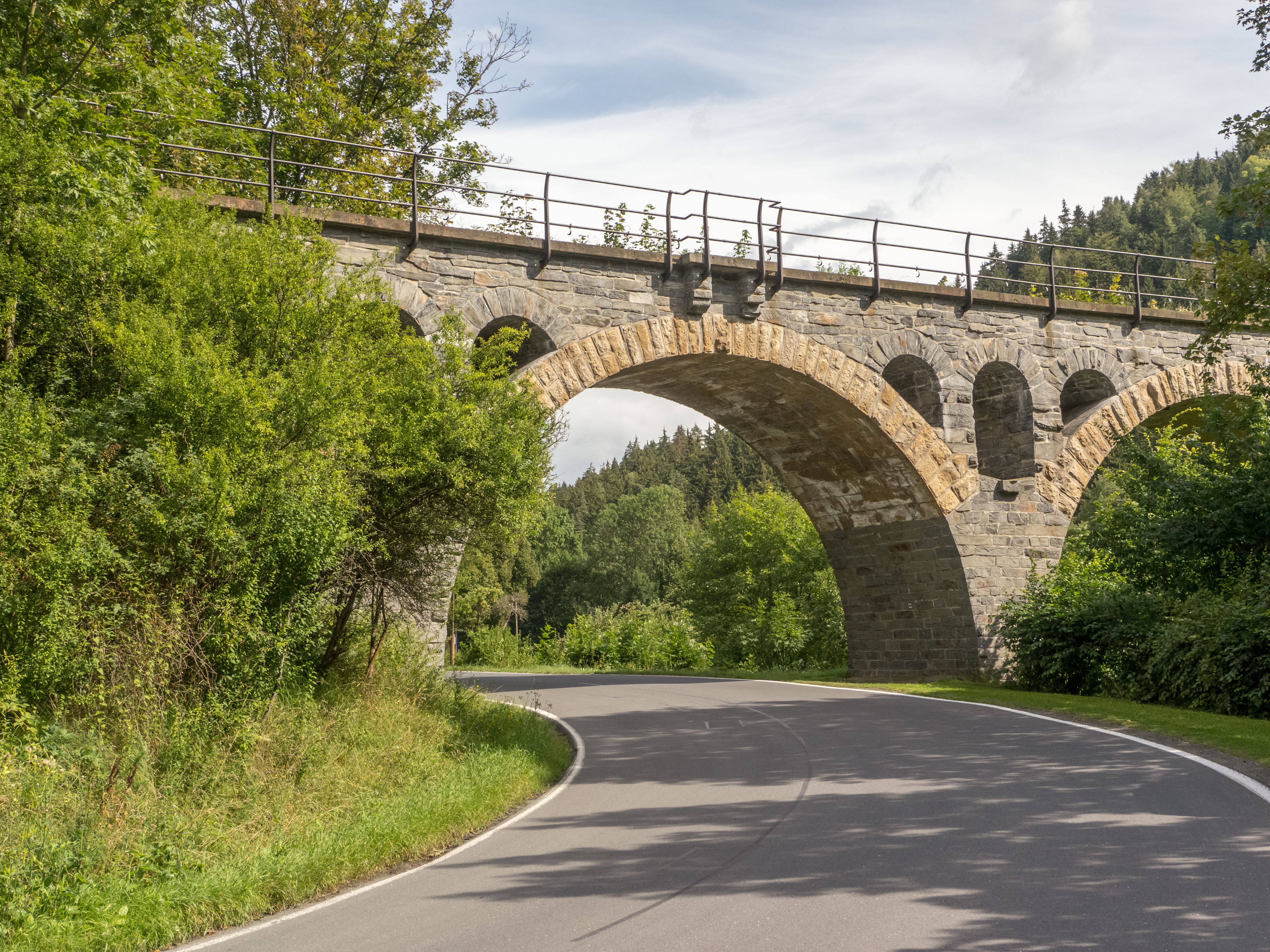
Most kolejowy